# The Chaplin Revue
The Chaplin Revue è una raccolta del 1959 comprendente tre film muti di Charlie Chaplin: Vita da cani, Charlot soldato e Il pellegrino. Chaplin vi compone una colonna sonora e, fra un film e l'altro, fa una breve presentazione allo spettatore di quel che vedrà e, con tono divertito e a volte amaro, ricorda i tempi d'oro del cinema muto, e di quella società vittoriana ormai dimenticata, il tutto accompagnato da alcune sequenze girate nel 1918 negli studi Chaplin (appartenenti al cortometraggio inedito: How to Make Movies) e delle riprese dei cinegiornali risalenti alla Prima guerra mondiale.

## Date di uscita
- UK: 1º settembre 1959
- Finlandia: 25 dicembre 1959
- Danimarca: 28 luglio 1960
- Germania: 9 ottobre 1997

## Recensioni
Al suo rilascio commerciale, nel 1959, The Chaplin Revie fu ampiamente acclamato da critica e pubblico; il critico Robert Horton disse: "Questo box set è più di storia del cinema: è un tesoro vivente". Tuttavia, alcuni critici contestarono le modifiche apportate sui tre cortometraggi. Per consentire alla colonna sonora di sposarsi meglio con le immagini, i filmati originali sono stati talvolta allungati di alcuni fotogrammi, e altri di essi sono stati duplicati per allungarne la durata. Walter Kerr in The Clowns Silent dichiara che "la grazia di tutti e tre i film, e del lavoro di Chaplin, è completamente andato distrutto: non fate sì che giungano così ai posteri, ma offrite loro il lavoro originario di Chaplin".